# Storia di un impiegato
Albums de Fabrizio De André
Non al denaro non all'amore né al cielo
(1971) Canzoni
(1974)
Storia di un impiegato (en français, Histoire d'un employé) est le huitième album du chanteur italien Fabrizio De André paru le 2 octobre 1973 chez la maison de disques Produttori Associati.

## Titres de l'album
Toutes les chansons sont de Fabrizio De André sauf mention :
| No | Titre                                 | Paroles                           | Durée |
| -- | ------------------------------------- | --------------------------------- | ----- |
| 1. | Introduzione                          |                                   | 1:42  |
| 2. | Canzone del Maggio                    |                                   | 2:24  |
| 3. | La bomba in testa                     |                                   | 4:01  |
| 4. | Al ballo mascherato                   |                                   | 5:12  |
| 5. | Sogno numero due                      | texte de De André et Roberto Dané | 3:13  |
| 6. | La canzone del padre                  |                                   | 5:14  |
| 7. | Il bombarolo                          |                                   | 4:20  |
| 8. | Verranno a chiederti del nostro amore |                                   | 4:19  |
| 9. | Nella mia ora di libertà              |                                   | 5:09  |